# Riu d'Abella
El riu d'Abella, de vegades anomenat simplement l'Abella, és un riu de Catalunya, a la comarca del Pallars Jussà. Passa pels termes municipals d'Abella de la Conca, Isona i Conca Dellà, Tremp i Gavet de la Conca. És afluent del riu de Conques o Gavet per l'esquerra. Pertany a la conca de la Noguera Pallaresa i, per tant, a la del Segre.

## Etimologia
El nom del poble i del riu procedeix del nom de l'animal. Seria, per tant, un topònim romànic, procedent del llatí tardà apicula. Tanmateix, podria tractar-se de l'assimilació per similitud al llatí d'un nom anterior, preromà. Tot i que el més probable és que el nom del riu procedeixi del de la vila homònima, també es podria donar el cas contrari, 
Joan Coromines, a l'Onomasticon Cataloniae dona una altra versió, en part coincident: en els llocs on els primitius habitatges eren en forats a les roques, com els que hi ha al Forat d'Abella o a la zona de les Balmes dels safareigs, s'hauria produït un símil amb els ruscs de les abelles, i d'aquesta comparació vindria el nom de la població d'Abella de la Conca.
Com és freqüent en molts noms de lloc catalans, amb la teoria que gaudeix de més consens en el món de la filologia, coexisteixen d'altres teories, una part de les quals sorgeixen d'interpretacions d'autors concrets, i d'altres d'etimologies populars. Una de les teories que s'han postulat proposa que el nom d'Abella procedeixi d'una població italiana d'igual nom, que hauria estat traslladat amb la colonització d'aquesta zona. Encara, una altra teoria fa venir el nom d'Abella d'un dels seus colons: Avilius.
Sigui com sigui, en totes les teories coincidixen en la presència del nom de l'animal que, de fet, és el que es representa en l'escut del municipi (en aquest cas l'etimologia popular va a parar a la solució correcta, ni que sigui per la via de la imaginació creativa).
Finalment, i com no podia mancar, també s'ha vist en el nom d'Abella un possible origen àrab: d'al balda (el poblet). En aquest cas, sembla més improbable, atès que aquesta paraula àrab ha donat noms com Albelda, que es conserven quasi sense transformació.
La forma Abbella ja surt documentada al segle xi. Anteriorment apareix, en llatí tardà o baixmedieval, la forma Rivo de Apilia (any 949).

## Naixença i curs
Neix a la Solana del Jonquer, prop de la Collada de la Serra del Pi, en territori de la Torre d'Eroles, del terme municipal d'Abella de la Conca, al Pallars Jussà. Des del naixement emprèn la direcció sud-oest i en algun tram intermedi la sud. Primer flueix pel terme municipal d'Abella de la Conca, després entra en el d'Isona i Conca Dellà per l'antic terme de Sant Romà d'Abella, després pel d'Orcau, era termenal entre aquest darrer i el de Figuerola d'Orcau (tots dos actualment integrats en el d'Isona i Conca Dellà), travessa breument el terme de Tremp, a l'antic terme municipal de Suterranya, i entra en el de Gavet de la Conca, en el seu antic terme de Sant Serni, i més antigament havia separat els termes de Fontsagrada i de Gavet. Com que és un riu de muntanya, encara que la meitat del seu curs sigui sinuós perquè discorre per terres planes, no rep afluència de cap riu, però sí de nombrosos barrancs i torrents, alguns dels quals reben noms molt locals, com el de llau.
El seu curs mesura, aproximadament, 24 km i travessa els territoris de la Torre d'Eroles, on neix, Abella de la Conca, Sant Romà d'Abella i les Masies de Sant Romà, Basturs, Figuerola d'Orcau, el Molí de Suterranya, i Fontsagrada, per desembocar en el riu de Conques o de Gavet davant mateix del poble de Gavet de la Conca.

## Traçat i afluents

### Abella de la Conca
El riu d'Abella, de fet, es forma en una capçalera de tres barrancs que davallen de la Solana del Joquer els dos de més al nord i de la Costa del Batista el de més al sud. La Collada de la Serra del Pi queda entre el segon i el tercer (sempre de nord a sud). Rep l'afluència de diversos barrancs que baixen des d'aquests mateixos indrets i des del Bosc d'Abella, fins que arriba al fons de vall on hi ha la Font de la Torre, just al sud-est de la Torre d'Eroles on, des del nord, li aflueix el barranc de la Torre, el qual reuneix uns quants barrancs que baixen de la Serra de Carreu. Es pot considerar que l'inici dels barrancs que formen el riu d'Abella és al voltant de la cota 1.300, i quan arriba a la Font de la Torre, a l'indret de la Costa de la Font, és a 1.150 m. alt. Just en aquest lloc rep per la dreta el barranc de la Torre.

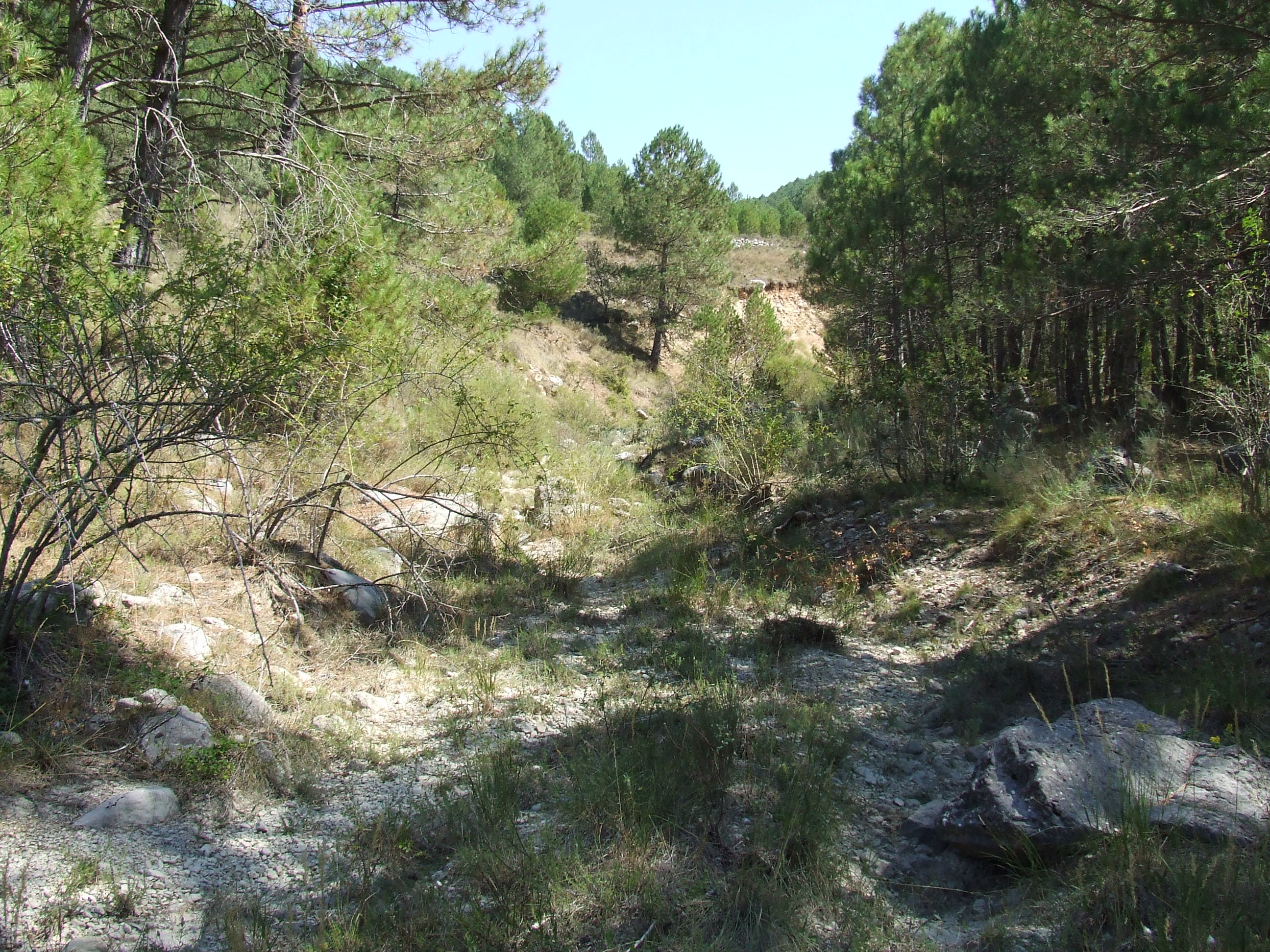
El riu d'Abella, a la Masia Gurdem

Durant un tram de poc més de dos quilòmetres del seu recorregut només rep petits barrancs tant des de la dreta com des de l'esquerra. Un cop passada la Masia Gurdem, aflueix per la dreta el barranc de Cal Palateres, que també baixa de la Serra de Carreu, de sota mateix del Cap de Carreu. Aquest torrent marca una profunda vall entre contraforts de la Serra de Carreu: el Puigvent a llevant i el Montebà, amb el Bony de Calama i les Roques de Calastre a ponent. És una zona actualment del tot despoblada, però que havia tingut una desena de cases habitades temps enrere.

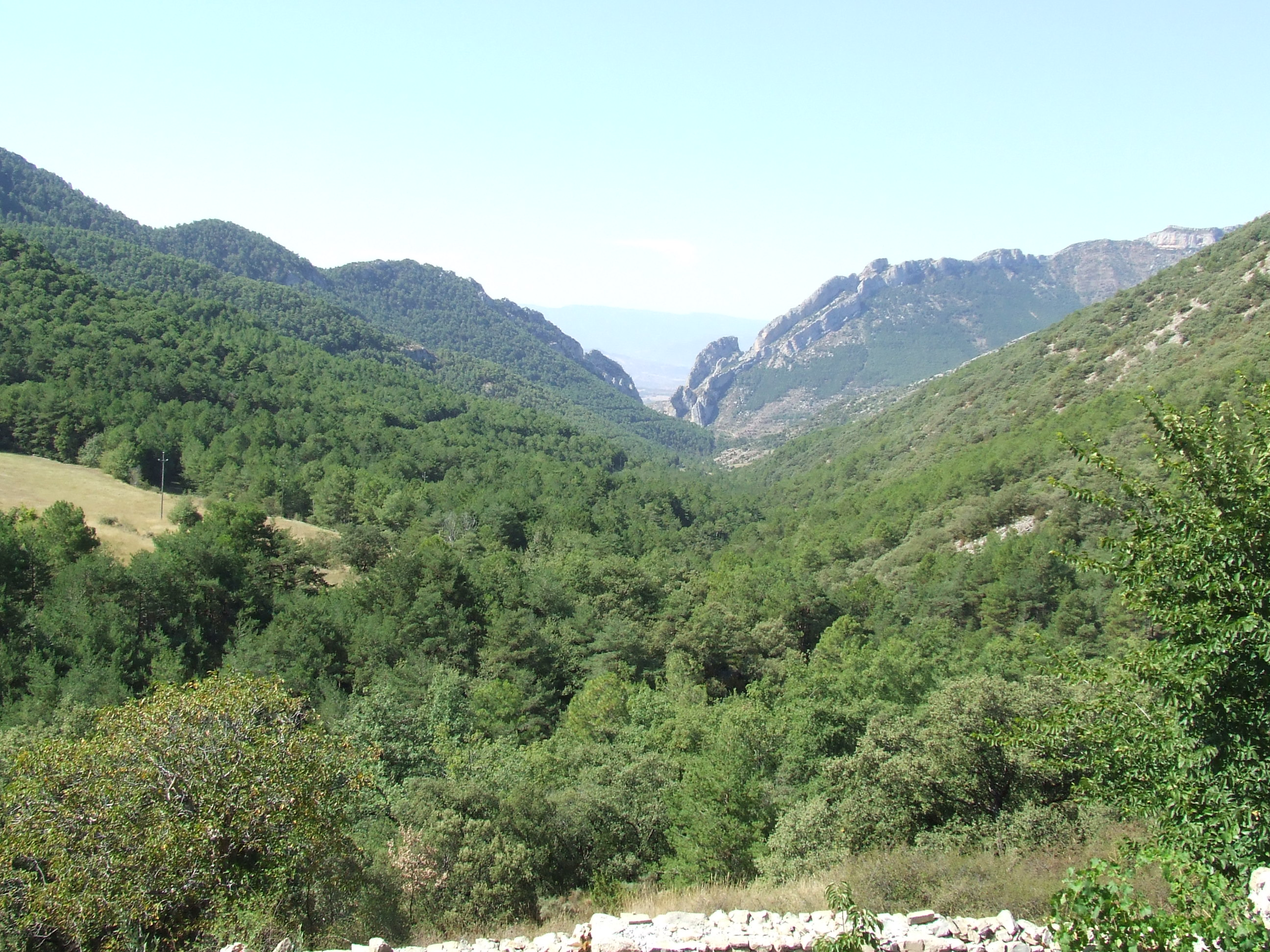
La vall del riu d'Abella, entre la Torre d'Eroles i el Forat d'Abella

Una mica més avall conflueix amb la Font de Fontanet, vora les restes de la Casa Fontanet, que queda al nord, i li arriba des del mateix costat el barranc que baixa del Canal del Gurdem, prop de Cal Gurdem Vell, un dels llocs de més difícil accés i alhora impressionants dels vessants de la Serra de Carreu. Tot aquest tros el riu d'Abella passa per un fons de vall força tancat, acongostat en més d'un lloc. Aviat arriba al Molí d'Abella, sota i al sud de Santa Maria i del Mas Palou o, també de la dreta, rep el barranc de la Vall, barranc de llarg recorregut que baixa d'un altre contrafort de la Serra de Carreu, el Coll des Eres del Serrat de Cal Calafí,i que ha anat recollint d'altres barrancs, com la llau de la Gargallosa i d'altres fonts, com la Font de l'Uec, prop de la Casa de la Vall. Encara, aquest barranc, ja molt a prop de la desembocadura en el riu d'Abella rep també el barranc de Caborriu, també de llarg recorregut, que neix d'un altre contrafort de la Serra de Carreu, a la Collada de Cal Montsor. El barranc de Caborriu és alimentat per diverses fonts, com la del Reguer i la de Caborriu, i ja a prop de Palou rep també el Torrent de Bufal. Es tracta d'una zona també actualment despoblada, però que serves les restes de més d'una dotzena de masies.

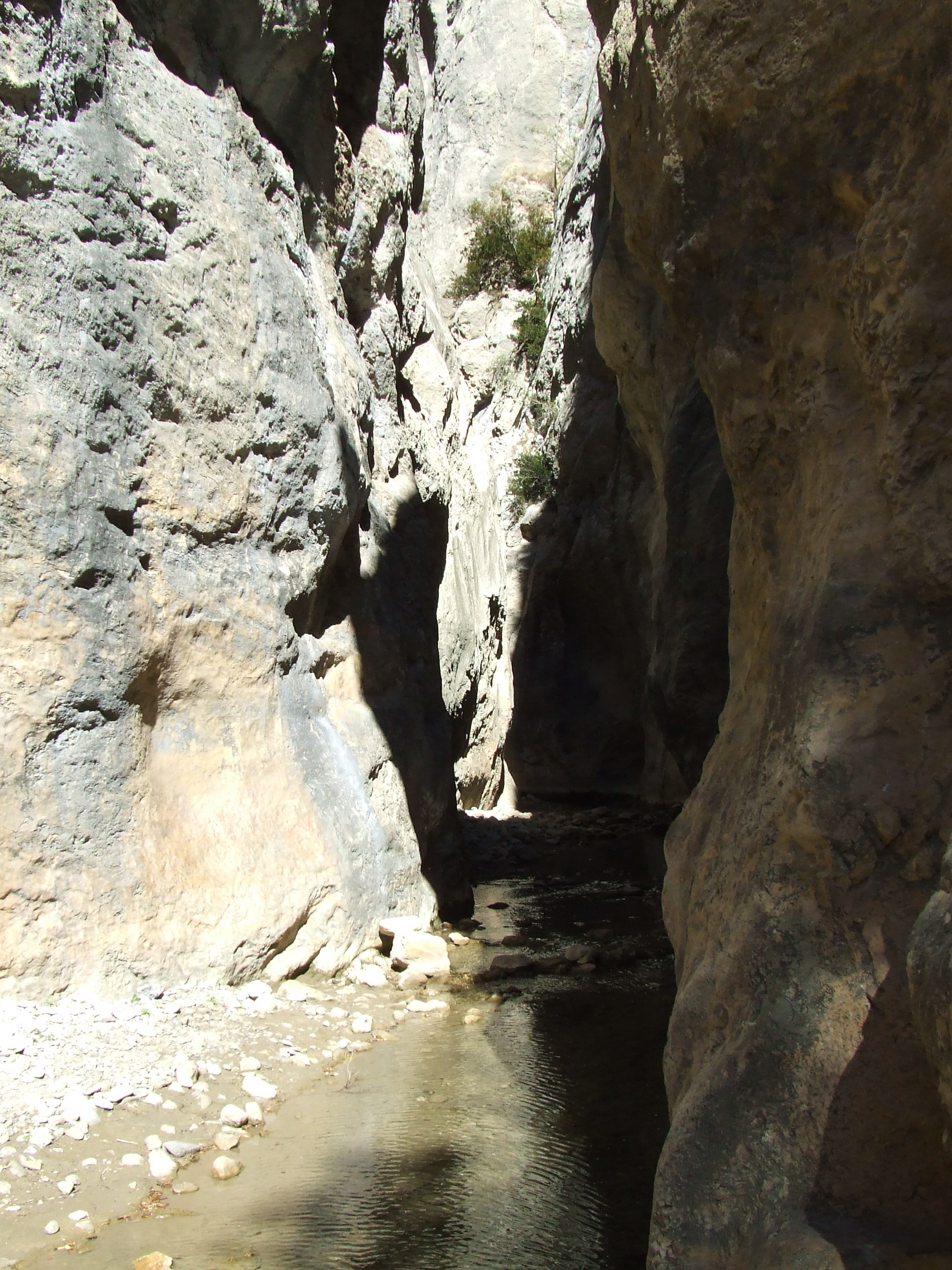
El riu d'Abella en el seu pas pel Foradot

Al cap de poc de deixar el Molí d'Abella, el riu del mateix nom, després d'un parell de revolts per evitar els contraforts de les serres de Carrànima (llevant) i de Monteguida i Sarsús (ponent), supera la unió d'aquestes dues serres per l'impressionant Forat d'Abella, sota mateix i a llevant d'Abella de la Conca. A banda i banda del Forat, les roques que el formen salven una cinglera d'entre 50 i 75 metres de desnivell. L'alçària del riu en aquest lloc és de 835 m. alt.
Del Forat d'Abella en avall, el riu comença a discórrer per terres més planeres. Deixa a la dreta el Molí Vell d'Abella, Cal Miquelet i el Molí d'oli d'Abella. Va rebent encara alguns barrancs més, com les llaus del Jou i del Castelló, pel nord, fins que arriba a ponent del que ara és el nucli administratiu d'Abella de la Conca, amb l'antiga escola que ara fa de Casa de la Vila, l'església parroquial actual de Santa Àgueda i les cases de Ca l'Isidre, Cal Minguela i el Bon Pastor. En aquest lloc, venint de llevant, aflueix el barranc de Fonguera.
Aquest barranc es forma al nord del Coll de Faidella, prop d'on hi havia hagut Ca l'Arte, i té un llarg recorregut pels obacs de Fonguera, pel capdamunt dels quals passa la carretera d'Isona a Bóixols i Coll de Nargó. Rep pel nord els barrancs que baixen de la Serra de Carrànima, entre els quals destaca el barranc de Fontanet, alimentat per la Font del Iern, que pel seu costat rep el barranc del Mas i supera un altre forat, semblant al d'Abella: lo Botant. En el seu darrer tram, superat lo Botant, se l'anomena Canal de Fontanet.
El riu d'Abella entra ja del tot en les planes d'Abella i de Sant Romà. Abans d'abandonar Abella de la Conca, encara rep, pel nord, un altre afluent destacable: la llau de les Llongues, que se li aboca just a sota i a llevant de Cal Benetó. Aquesta llau davalla dels contraforts meridionals de les serres de Monteguida i Sarsús, al lloc de la Roca de la Casa Vella i del Pas de Finestres. El seu curs passa a llevant del Tossal del Gassó i de Cal Moixarda i Cal Serrer i, un altre ramal, de Cal Boixerol. Sota Cal Benetó, el riu d'Abella ja passa a 699 m. alt. En aquest tram, a penes rep afluències pel sud, perquè hi té la plana de les partides de lo Calvari i los Plans, que es decanten més cap al sud-est i, per tant, són aiguavessant del barranc del Mas de Mitjà, les aigües del qual van cap a Isona. La darrera aportació, encara en terme d'Abella de la Conca, la rep de la Font de Coll de la Torre, a ran de Cal Cap-roc.

### Isona i Conca Dellà

#### Sant Romà d'Abella
El següent barranc que rep pel nord és el que fa de termenal entre Abella de la Conca i Sant Romà d'Abella. És el barranc de l'Esmolet, que baixa d'una marcada vall formada per dues llaus: la pròpiament anomenada de l'Esmolet, més al nord i a ponent, i la de la llau del Gassó, que baixa per ponent del Tossal del Gassó i està formada en el seu inici per la Llau de la Font de la Parra, amb la font d'aquest nom a la capçalera. La de l'Esmolet és de curt recorregut, i s'origina en els vessants de ponent de la Serra del Corb.
El riu d'Abella entra en terres de Sant Romà d'Abella al nord de la Costa dels Traginers, sota la plana de la Masia, on hi ha les cases de Cal Macià i Casa Bernadí. Aviat se li uneix pel nord el barranc de la Topera, que baixa del Tossal de la Doba i altres barrancs paral·lels a aquest darrer. En poc tros més arriba al lloc on hi hagué el Molí del Baró, just al nord dels nuclis del poble de Sant Romà d'Abella, que queden un xic més amunt que el riu: aquest hi discorre a 630 m. alt., i el poble és a 685. Al cap pocs metres del molí, el riu d'Abella rep, altre cop pel nord, el barranc de Cocau, que reuneix tot de torrents de la zona anomenada, precisament, los Torrents.

#### Orcau

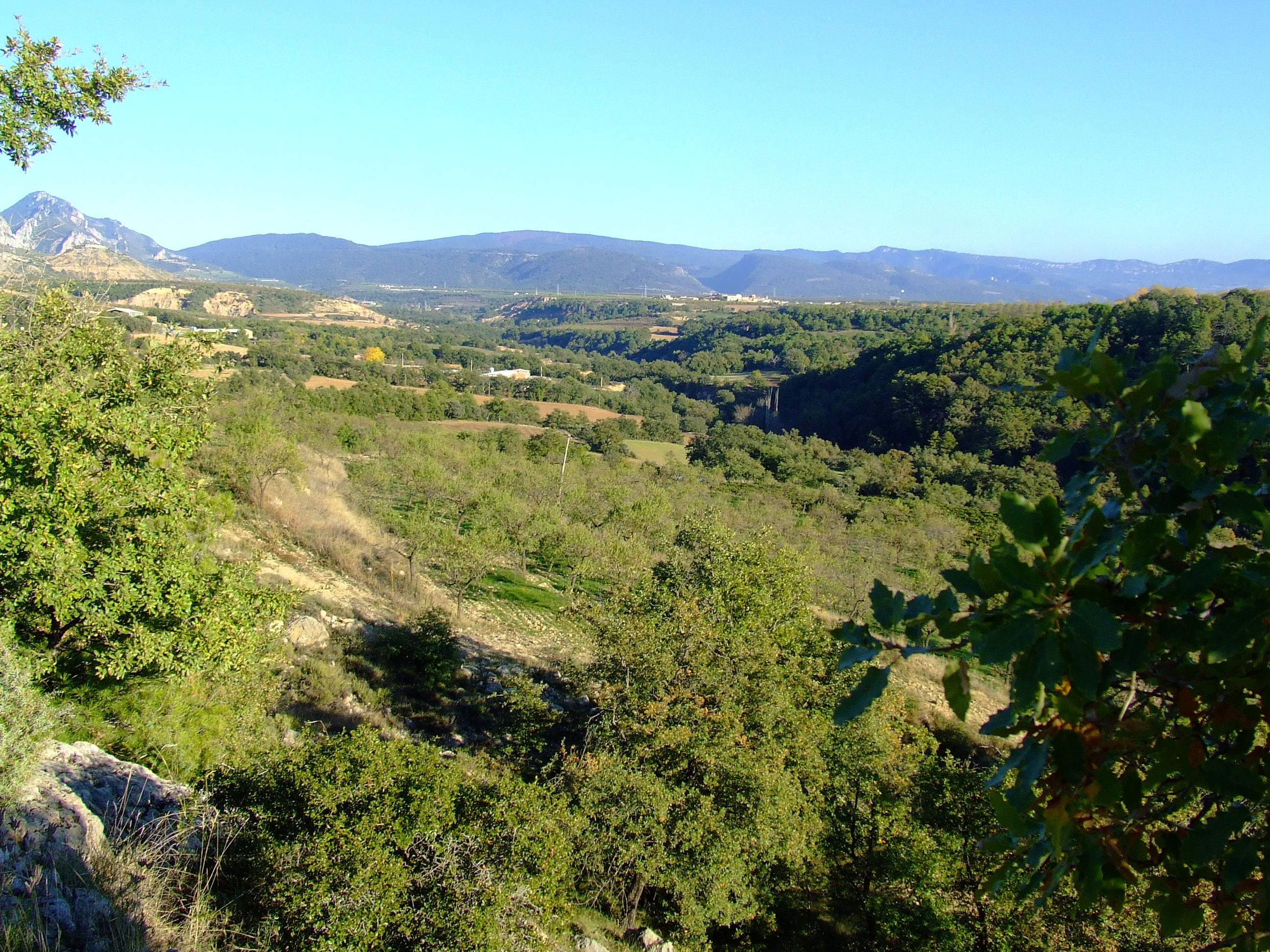
L'Abella a la zona dels Estanys de Basturs

Abans d'abandonar l'antic terme de Sant Romà d'Abella i entrar en el d'Orcau (avui dia tots dos d'Isona i Conca Dellà), el riu d'Abella rep encara un altre afluent, també del nord: el barranc de la Viella, que baixa de les Costes. Entrem així, en territori de Basturs, que pertanyia a Orcau. Arriben pel nord la llau dels Censons i la de les Eroles, que baixen de les partides homònimes de la Serra, al nord-est del poble de Basturs. Just en aquest lloc, a migdia del riu i uns 35 metres per damunt seu, hi havia hagut els Estanys de Basturs, dels quals avui a penes en queda res més que dos estanyets reduïts a la mínima expressió. Poc després el riu arriba al Molí de Basturs, a 545 m. alt., i en un tros més (1,5 km.), hom arriba al Molí d'Orcau, a 540. Cal dir que aquest tram final, en ser de poc desnivell, el riu d'Abella traça nombrosos revolts per la terra plana per on passa.

#### Figuerola d'Orcau i Orcau
Aquest és el lloc on hi havia el límit de l'antic terme de Figuerola d'Orcau (antic municipi). Durant molt de tros, el termenal entre Orcau i Figuerola d'Orcau era el riu. Actualment ja no fa aquesta funció, en estar tots dos integrats en el terme d'Isona i Conca Dellà. Just passat el Molí d'Orcau, procedent des del nord, arriba el barranc del Rostiar. Aquest barranc es forma de la junció dels barrancs de la Costa Gran i de les Corbes, el qual -el darrer- alhora està format pel barranc dels Corrals i per la llau de Vall d'en Pere. Aquesta darrera, encara, està formada en un inici pels barrancs de la Cultia i de les Collades. Tots ells baixen dels contraforts de la Muntanya de Sant Corneli, a llevant del poble d'Orcau, a l'antic terme del qual pertanyen tots ells.
Durant uns 4,5 km, el riu d'Abella no rep cap afluent significatiu. Just en arribar prop del Molí de Suterranya, i de la carretera de Ponts a Tremp, un afluent arriba des del nord: a les Riberes aflueix la Llau Gran, que recull tot de barrancs. De ponent a llevant, són: la llau dels Juncs, amb la Font de Nina, el barranc de la Font de Gassol, amb la font d'aquest nom, el torrent del Carant, amb la Font d'Englonià, el barranc de la Collada, amb el barranc de Riassó en el seu primer tros. Tots ells baixen de la serra on hi ha el poble i el castell d'Orcau, que pertany a la Costa del Llarg.

### Suterranya (Tremp)
I al cap de pocs metres hi ha, també procedent del nord, el barranc del Pont de Fusta, termenal entre Orcau i Suterranya, antigament, i entre Isona i Conca Dellà i Tremp actualment. Aquest barranc, que ve de la Costa del Maneu i del Puig Falconer, té a la capçalera l'afluència del barranc de Ferreres, que ve d'Orcau. El barranc del Pont de Fusta rep, en el seu tram més baix, la llau del Bas, que ve del vessant ponentí del Puig Falconer i del Serrat d'Enrams. Passa pel costat llevantí del poble de Suterranya, on hi ha la Font Nova.

### Sant Serni (Gavet de la Conca)
Ja en terme de Gavet de la Conca el riu d'Abella rep les aigües de la Font de Mosquit, per anar-se a fondre en les aigües del riu de Gavet o de Conques al nord-est del poble de Gavet i al sud-est del de Fontsagrada, entre les Hortes (de Fontsagrada), los Planells i Cunsiverds (de Gavet).

## Desembocadura
En el moment de la desembocadura, el riu és a 405 m. alt. Al llarg del seu recorregut de 24 quilòmetres, aproximadament, davalla pràcticament 900 metres. És a dir, una mitjana de 36 metres i mig per quilòmetre.